# 脉似蚁蛛
脉似蚁蛛（学名：Synageles venator）为跳蛛科似蚁蛛属的动物。在中国大陆，分布于新疆等地，常生活于棉田。该物种的模式产地在苏联。